# Битка при Амиен
Битката при Амиен се провежда в периода 8 – 12 август 1918 г. в хода на Първата световна война. Тя бележи началото на военното поражение на Германската империя във войната.

## Прелюдия
Към края на юли 1918 г. силите на Антантата държат превъзхождащи врага позиции на Западния фронт. Междувременно, войски от САЩ пристигат в тяхна подкрепа, а германската армия вече е изморена след провалилата се офанзива при Марна. Вече разполагайки с инициативата, командирите на Антантата се надяват да предприемат малка офанзива, която да подсигури поредица от стратегически транзитни точки. Като част от плана, френският генерал Фердинанд Фош замисля настъпление в района на град Амиен в северната част на Франция, с цел да се подсигури важната железопътна линия Париж-Амиен.

## Съотношение на силите
Атакуващата сила е съставена от канадски корпус, британската 4-та армия, френската 1-ва армия, австралийски корпус и други. В началото на август съюзническите сили показно отслабват фронта си, така че германските офицери да не очакват нападение. В действителност, обаче, войски се придвижват към фронта през нощта, докато лъжливата радио комуникация допълнително подсилва заблудата. За съюзническата офанзива са подготвени хиляди тежки полеви оръдия, над 600 танка и 2000 самолета.
Германците са многократно числено превъзхождани и, по думите на Ерих Лудендорф, „притиснати надолу към ада“. Германската отбрана включва три окопни линии с лоша комуникационна връзка и без землянки. За разлика от по-ранните офанзиви, нападението при Амиен няма да бъде предшествано от артилерийски бомбардировки, така че да се запази елемента на изненада.

## Ход на военните действия
Британска въздушна ескадра полага димна завеса над бойното поле, прикривайки ничията земя. На 8 август в 4:20 часа сутринта 900 съюзнически оръдия откриват огън и пехотата се втурва към германските линии. Немците са напълно неподготвени за атака в такъв мащаб и много от тях се предават веднага. Съюзническите войници нахлуват от горите, за да елиминират германските картечни позиции. Танковете изостават зад тях, мъчейки се с мочурливия терен. Направен е пробив в германската отбрана близо до Амиен с широчина на фронта до 75 km и дълбочина 10 – 18 km.
Битката като цяло приключва към 11 август, когато германската съпротива става по-твърда, а канадският командир Артър Къри призовава съюзническите лидери да консолидират позициите, които са придобили до този момент. За три дни силите на Антантата напредват с 13 km, което е голямо постижение във война, характеризираща се с минимален напредък на висока цена. Над 44 000 съюзнически войници са убити или ранени, докато германците губят около 75 000 души, от които голяма част са пленени. Също превзето е огромното железопътно „Амиенско оръдие“ – 280-милиметрово корабно оръдие, произведено от Круп. То обстрелва град Амиен през лятото и предишните опити да бъде неутрализирано са неуспешни. В крайна сметка, австралийски сапьор поема контрола над локомотива му и го откарва назад към линиите на Антантата. Лудендорф описва първия ден от битката като „черен ден за германската армия“, споменавайки, че всичките му страхове са станали реалност. Когато оповестява бедствието при Амиен пред Вилхелм II, кайзерът му отговаря с думите: „Ние достигнахме границите на своя капацитет. Войната трябва да бъде приключена“. Наистина, сражението при Амиен катализира „стодневната кампания“ – успешното съюзническо настъпление, изтласкало германските войски назад до пълно поражение и довело до подписването на Компиенското примирие на 11 ноември 1918 г.

## Галерия
- Британски танк Mark V (B56, 9003) преминава над канавка покрай пътя, 8 август 1918 г.
- Австралийски лейтенант инструктира взвода си, преди да атакуват Арбониер под димна завеса, 8 август 1918 г.
- Канадски войници отиват към Амиен с бронирана кола за подкрепление, 9 август 1918 г.
- Тълпи от германски военнопленници до Абевил.